# Satz von Poincaré-Volterra
Der Satz von Poincaré-Volterra ist ein Lehrsatz der Topologie, einem der Teilgebiete der Mathematik. Er wird den beiden Mathematikern Henri Poincaré und Vito Volterra zugerechnet, welche ihn in ersten Versionen in den 1880er Jahren formulierten und bewiesen. Der Satz behandelt die Frage der Rückübertragung topologischer Eigenschaften durch offene stetige Abbildungen und formuliert dafür eine hinreichende Bedingung.
Zu dem Satz von Poincaré-Volterra gibt es eine Reihe weiterer Versionen und Abwandlungen. Über diese und über die Historie des Satzes gibt die Abhandlung von Peter Ullrich Auskunft.

## Formulierung des Satzes
Der Satz lautet in moderner Formulierung wie folgt:
Gegeben seien zwei Hausdorffräume   {\displaystyle X}   und    {\displaystyle Y}  .
  {\displaystyle X}   sei zusammenhängend und   {\displaystyle Y}   sei lokal kompakt und lokal zusammenhängend und besitze eine abzählbare Basis.
Ferner sei    {\displaystyle {\phi }\colon \,X\to Y}   eine offene stetige Abbildung, welche der folgenden Zusatzbedingung genüge:
Jedes Element   {\displaystyle x\in X}   besitze eine offene Umgebung   {\displaystyle U_{x}\subseteq X}   derart, dass die Einschränkung   {\displaystyle {\phi }{\upharpoonright }U_{x}\colon \,U_{x}\to {\phi }(U_{x})}  hinsichtlich der beiderseitigen Unterraumtopologien einen Homöomorphismus darstelle.
Dann gilt:
{\displaystyle X}   ist ebenfalls lokal kompakt, lokal zusammenhängend und versehen mit einer abzählbaren Basis.

## Verwandtes Resultat
Die Theorie der riemannschen Flächen kennt ein dem obigen verwandtes Resultat, welches in der zugehörigen Fachliteratur ebenfalls als Satz von Poincaré-Volterra bezeichnet wird und welches sich als wesentliches Hilfsmittel zum Beweis des Satzes von Radó über riemannsche Flächen erwiesen hat.
Dieses besagt folgendes:
Gegeben seien eine zusammenhängende Mannigfaltigkeit   {\displaystyle X}   und ein Hausdorffraum   {\displaystyle Y}  , welcher eine abzählbare Basis besitze.
Weiter sei   {\displaystyle {\phi }\colon \,X\to Y}   eine stetige Abbildung, welche der folgenden Zusatzbedingung genüge:
Für jedes Element   {\displaystyle y\in Y}   sei die über dem Element liegende Faser   {\displaystyle {\phi }^{-1}(y)}   ein diskreter Unterraum von   {\displaystyle X}  .
Dann gilt:
Auch   {\displaystyle X}   hat eine abzählbare Basis.